# Dysithamnus leucostictus
Dysithamnus leucostictus là một loài chim trong họ Thamnophilidae.

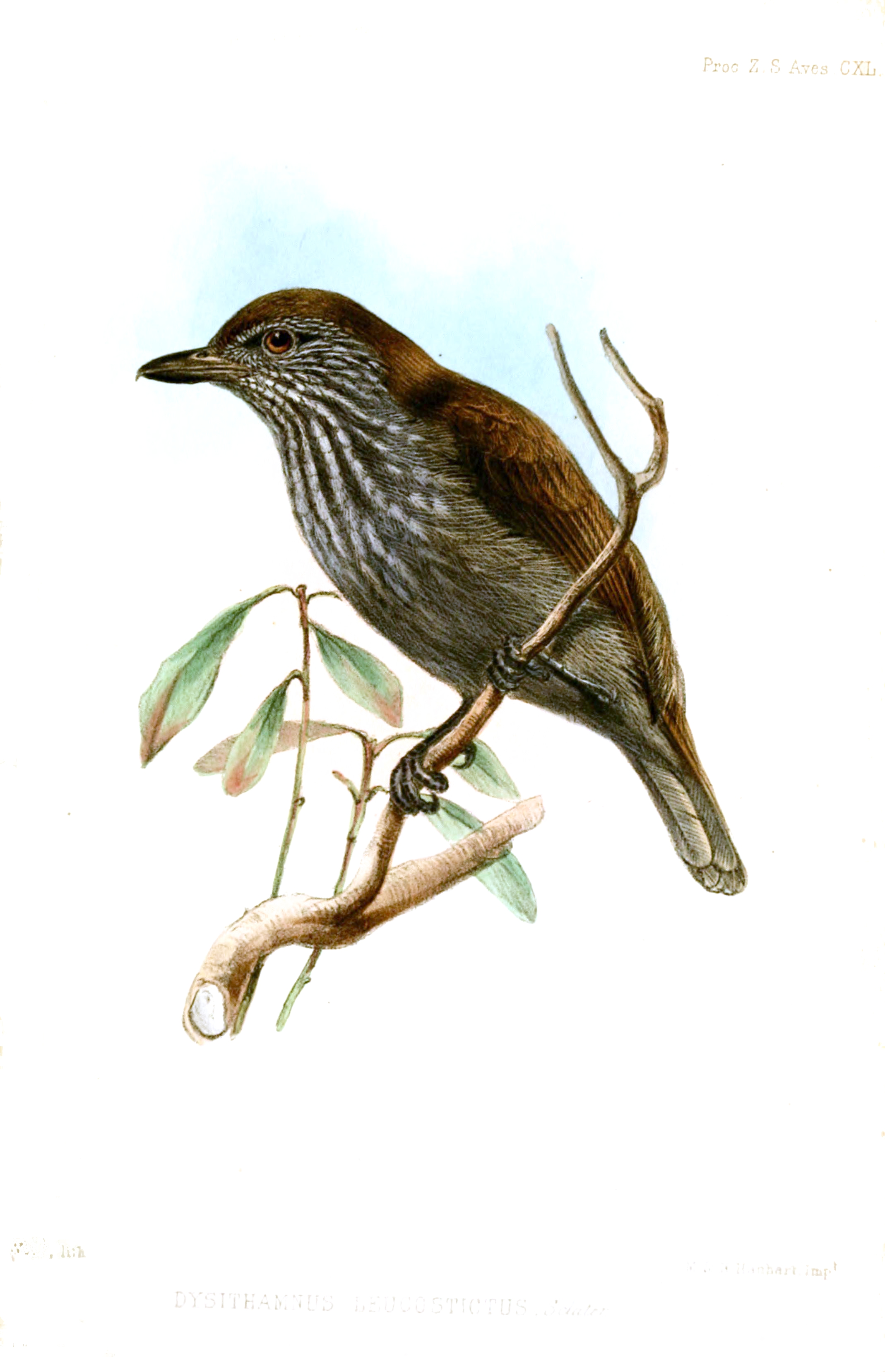